# Daniela Silivaș
Viorica Daniela Silivaş-Harper (Deva, 9 de maio de 1972), conhecida apenas por Daniela Silivaş é uma ex-ginasta romena, que competiu em provas da ginástica artística. Em seu currículo há três medalhas de ouro olímpicas e sete medalhas de ouro em mundiais.
Em cinco anos de sua participação como um membro da equipe nacional sênior romena, Silivaş ganhou seis títulos individuais em Campeonatos Mundiais, assim como o título do individual geral no Campeonato Europeu de 1987. Daniela foi a única ginasta, entre homens e mulheres, a conquistar uma medalha em cada evento individual nos Jogos Olímpicos de Seul, no qual ainda conquistou sete notas dez. Em 1989, o treinamento de Silivaş foi dificultado pelo fechamento do Centro Nacional de Formação Deva durante a Revolução Romena de 1989 e ainda mais dificultada por uma lesão no joelho. A atleta aposentou-se formalmente em 1991 e mudou-se para os Estados Unidos, onde segue carreira como treinadora de ginástica.

## Biografia
Daniela tornou-se ginasta por inspirar-se em Nadia Comaneci, e aos seis anos de idade, teve uma foto sua publicada ao lado da atleta. Incentivada pelos pais, a pequena começou a treinar na modalidade, tornando-se rapidamente, uma ginasta de destaque.

## Carreira
Silivaş começou seu treinamento na ginástica aos seis anos e foi uma das mais promissoras ginastas do país antes de completar treze anos de idade. Depois da excelência em competições internacionais juniores, funcionários romenos falsificaram seu passaporte, mudando o seu ano de nascimento de 1972 a 1970, de modo que ela pudesse participar em nível sênior, para incluir o Campeonato Mundial de 1985.

### ROM Júnior
A carreira júnior de Daniela foi curta. Em 1979 um jornal romeno trazia uma pergunta ao lado de uma foto: “Será esta garotinha a próxima Nadia?”. A jovem era Daniela, uma nova descoberta de Béla Károlyi. Aos seis anos, Silivaş pediu para entrar para ginástica, após ver Nadia Comaneci na TV. Pouco depois, começou em Deva, sob os cuidados de Ioan Carpinisan.
Segundo Károlyi, a menina não era muito flexível, mas capaz de trabalhar por horas sem demonstrar sinal de fadiga. Silivaş ganhou campeonatos escolares em 1980, 1981 e 1982, e o Campeonato Romeno Júnior. Em 1983, Daniela ganhou sua primeira competição internacional, em uma disputa infantil em Tóquio. No ano seguinte, foi a quarta colocada no Campeonato Europeu Júnior, conquistou uma medalha de ouro na trave e duas medalhas de prata - nas barras assimétricas e no solo. Ainda em 1984, no Torneio da Amizade Júnior, a ginasta ganhou medalhas de ouro no individual geral e nas barras assimétricas, superando as futuras campeãs olímpicas e mundiais Svetlana Bonginskaya, Aurelia Dobre e Dagmar Kersten.

### ROM Sênior
Em 1985, a Federação Romena de Ginástica alterou o seu ano de nascimento de 1972 a 1970, para torná-la etariamente elegível para o Campeonato Mundial de Montreal. A falsificação era suspeitada por parte de alguns, mas nunca fora plenamente confirmada até a própria atleta revelar em 2002. Daniela afirmou que nunca foi consultada sobre o assunto: funcionários simplesmente deram-na um novo passaporte e lhe  informaram que estava agora com quinze. A ginasta terminou atrás da co-campeã do Mundial do individual geral, Oksana Omelianchik, na Copa do Mundo de 1986 e rapidamente  estabeleceu-se como a líder da equipe romena de ginástica.
O maior triunfo de Silivaş foi em 1987 no Campeonato Europeu de Ginástica, em Moscou, quando venceu o concurso geral, as paralelas assimétricas, a trave de equilíbrio e o solo, além da medalha de prata na prova de salto. Na época, cada nação dominante na ginástica feminina estava localizada na Europa e por isso, a conquista do título europeu durante o domínio das potências - União Soviética, Alemanha Oriental e Bulgária - era de valiosa importância. Apesar de ser prejudicada com uma grave lesão no joelho, em 1989, Silivaş defendeu com sucesso seu título no solo no Campeonato Europeu e somou a ele, mais três medalhas. No concurso geral terminou na segunda posição atrás da soviética Svetlana Bonginskaya. Além desta, ainda participou do Mundial de 1989, na Alemanha.
Após várias competições durante o ano, Silivaş operou o joelho. A ginasta pretendia voltar aos treinos, mas a Revolução Romena fechou o ginásio e interrompeu definitivamente a sua carreira.

## Campeonatos Mundiais de Ginástica Artística
Foram três as participações da ginasta em Mundiais. Em todas, a jovem obteve medalhas.

### Montreal 1985
Embora a ginasta tivesse apenas treze anos no Mundial de Montreal, conseguiu uma nota dez perfeita na prova da trave de equilíbrio, derrotando campeãs olímpicas como sua compatriota Ecaterina Szabó durante a competição. Como equipe, a Romênia conquistou a prata, superada pela União Soviética, de Yelena Shushunova.

### Roterdã 1987
No Campeonato Mundial de 1987, em Roterdã, Silivaş ajudou a seleção romena a vencer a competição por equipes, derrotando a equipe soviética pela primeira vez desde 1979.
Nas disputas individuais, a atleta era a favorita a conquistar a medalha de ouro no individual geral, mas encerrou o evento com a de bronze, atrás de sua companheira de time Aurelia Dobre e da campeã de 1985 Shushunova. Nas finais por aparelhos, a atleta subiu ao pódio por duas vezes, em primeiro - no solo, ficou com o ouro após encerrar com a nota 20,000 e nas assimétricas, com a nota 19,925. Assim apesar de não conquistar o individual geral, foi a ginasta que mais conquistou ouros na competição, totalizando três.

### Stuttgart 1989
Ainda contundida no joelho, a ginasta foi para o Mundial em Stuttgart, no qual terminou o concurso geral na décima-segunda posição, após sofrer uma queda da trave de equilíbrio.
Em seguida, recuperada, retornou e conquistou três medalhas de ouro: Na trave, conquistou o primeiro lugar com a nota 9,950, superando a soviética Olesia Dudnik (prata) e a romena Gabriela Potorac (bronze); no solo, empatou com a também soviética Svetlana Bonginskaya, na primeira colocação, com a nota dez; e nas barras assimétricas, em novo emapte, conquistou outro dez perfeito, ao lado da chinesa Fan Di. Desse modo, Silivas encerrou sua participação em mundiais, com dez medalhas, das quais sete foram de ouro.

## Jogos Olímpicos
Daniela participou de apenas uma edição olímpica, na qual conquistou medalhas de ouro, prata e bronze.

### Seul 1988
Nos Jogos Olímpicos de 1988, em Seul, Silivaş, Dobre e Shushunova entraram como favoritas ao título no individual geral. Na competição por equipes, a seleção romena terminou na segunda posição, atrás da soviética, medalhista de ouro.
Para o concurso geral, o destaque recaiu sobre Daniela e Yelena. Ambas vieram especialmente fortes nas performances: Silivaş e Shushunova receberam notas dez no solo. Yelena recebeu uma segunda nota dez no salto, ao passo que Silivaş recebeu o dela nas barras assimétricas. Silivaş estava na liderança até a rotação final. Porém, sua pontuação (9,950) no salto, a fez cair para o segundo lugar, atrás de Shushunova, por apenas 0,025. Este duelo no individual geral entre Silivaş e Yelena foi e é amplamente reconhecido como uma das melhores competições na história olímpica do esporte feminino.
Após os saltos, as notas baixas inexplicáveis para a ginasta e a derrota para a soviética, Daniela comentou: "Depois de meu último salto, pensei que talvez pudesse ser a campeã.". Na sequência do comentário da atleta, Béla Károlyi manifestou-se: "Essa garota teve a honestidade e a decência de se calar. Ela não quis dizer 'Sou a melhor', porque sabia que Shushunova era a campeã olímpica, mas não podia elogiar uma rival. Então, simplesmente não disse uma palavra. Estas crianças têm mais decência do que todos os juízes e treinadores do mundo.". Apesar da polêmica, nenhum protesto sobre a pontuação fora feito por Silivaş, por seus treinadores ou pela Federação, e não foram tomadas medidas disciplinares contra qualquer um dos juízes. Além disso, apesar da primeira marca de Nellie Kim ter sido considerada questionável por muitos fãs, não figurou na pontuação final de Silivaş - visto que em 1988, as marcas mais altas e mais baixas do painel são ignoradas, sendo então, a pontuação final medida pelas restantes. Além disso, a despeito da pontuação de seu salto, Silivaş havia acumulado um total global no concurso geral superior ao de Yelena. Retirando-se das polêmicas, no restante da competição, Daniela foi à final dos quatro aparelhos e conquistou três medalhas de ouro - na trave de equilíbrio, no solo e nas barras assimétricas-, além da medalha de bronze no salto, atrás da soviética Svetlana Bonginskaya - medalhista de ouro - e de sua compatriota Gabriela Potorac - medalhista de prata. No processo, a atleta se tornou a única ginasta em Seul a ganhar medalhas em cada evento, em todas as três competições (equipes, individual geral e finais por aparelhos). A atleta também igualou o recorde de Nadia Comaneci, nas sete notas perfeitas em uma única competição olímpica.

## Principais resultados
| Ano  | Evento                                    | AA                | Equipe           | Salto sobre o cavalo | Trave            | Barras assimétricas | Solo             |
| ---- | ----------------------------------------- | ----------------- | ---------------- | -------------------- | ---------------- | ------------------- | ---------------- |
| 1982 | Campeonato Nacional Romeno Júnior         | Medalha de ouro   |                  | Medalha de ouro      | Medalha de ouro  |                     | Medalha de ouro  |
| 1984 | Campeonato Europeu Júnior                 |                   |                  |                      | Medalha de ouro  | Medalha de prata    | Medalha de prata |
| 1985 | Campeonato Europeu                        |                   |                  |                      |                  | Medalha de bronze   |                  |
| 1985 | Campeonato Nacional Romeno                | Medalha de prata  |                  |                      | Medalha de ouro  |                     | Medalha de ouro  |
| 1985 | Campeonato Mundial de Ginástica Artística | Medalha de ouro   |                  |                      | Medalha de ouro  |                     |                  |
| 1986 | Campeonato Nacional Romeno                | Medalha de ouro   |                  |                      | Medalha de ouro  | Medalha de ouro     |                  |
| 1986 | Copa do Mundo                             | Medalha de prata  |                  |                      | Medalha de prata | Medalha de prata    |                  |
| 1987 | Campeonato Europeu                        | Medalha de ouro   |                  | Medalha de prata     | Medalha de ouro  | Medalha de ouro     | Medalha de ouro  |
| 1987 | Campeonato Nacional Romeno                | Medalha de ouro   |                  |                      | Medalha de ouro  | Medalha de ouro     | Medalha de ouro  |
| 1987 | Campeonato Mundial de Ginástica Artística | Medalha de bronze | Medalha de ouro  |                      |                  | Medalha de ouro     | Medalha de ouro  |
| 1988 | Copa Chunichi                             | Medalha de ouro   |                  | Medalha de ouro      | Medalha de ouro  | Medalha de ouro     | Medalha de ouro  |
| 1988 | Jogos Olímpicos                           | Medalha de prata  | Medalha de prata | Medalha de bronze    | Medalha de ouro  | Medalha de ouro     | Medalha de ouro  |
| 1989 | Campeonato Europeu                        | Medalha de prata  |                  | Medalha de bronze    | Medalha de prata | Medalha de ouro     |                  |
| 1989 | Campeonato Mundial de Ginástica Artística |                   | Medalha de prata |                      | Medalha de ouro  | Medalha de ouro     | Medalha de ouro  |

## Vida após a ginástica
Silivaş retirou-se formalmente da ginástica em 1991 e se mudou para os Estados Unidos, para a cidade de Atlanta, Geórgia.
Silivaş trabalha em tempo integral como treinadora de ginástica em Sandy Springs, Atlanta. Em maio de 2003, ela casou-se com Scott Harper, um gestor esportivo diplomado. O casal tem dois filhos: um filho, Jadan Scott, nascido em 8 de abril de 2004, e a filha, Ava Luciana, nascida em 8 de novembro de 2005. Em 2002, a treinadora fora inserida no International Gymnastics Hall of Fame e detém o recorde como a mais jovem ginasta a receber esta honra.